# Oemida lacustris
Oemida lacustris är en skalbaggsart som beskrevs av Martins 1977. Oemida lacustris ingår i släktet Oemida och familjen långhorningar. Inga underarter finns listade i Catalogue of Life.